# Борниц
Бо́рниц или Бо́ранецы (нем. Lomske; в.-луж. Boranecyо файле) — деревня в Верхней Лужице, Германия. Входит в состав коммуны Радибор района Баутцен в земле Саксония. Подчиняется административному округу Дрезден.

## География
Соседние населённые пункты: на севере — деревни Лютобч, на востоке — деревня Хвачицы, на юго-западе — деревня Кёлльн, на западе — деревня Милкецы и на северо-западе — административный центр общины Радибор.

## История
Впервые упоминается в 1280 году под наименованием Borenwiz.
С 1936 года входит в современную коммуну Радибор.
В настоящее время деревня входит в состав культурно-территориальной автономии «Лужицкая поселенческая область», на территории которой действуют законодательные акты земель Саксонии и Бранденбурга, содействующие сохранению лужицких языков и культуры лужичан.
Исторические наименования
- Nicolaus de Borenwiz, 1280
- Bornewitz, 1283
- Baranewicz, Baranicz ,1370
- Boranewitz, 1419
- Bornewitz, 1455
- Boranewitz, 1519
- Bornitz, 1732[3]

## Население
Официальным языком в населённом пункте, помимо немецкого, является также верхнелужицкий язык.
Согласно статистическому сочинению «Dodawki k statisticy a etnografiji łužickich Serbow» Арношта Муки в 1884 году проживало 111 человек (из них — 105 серболужичан (95 %)).
| 1834 | 1871 | 1890 | 1910 | 1925 | 2011 | 2016 |
| ---- | ---- | ---- | ---- | ---- | ---- | ---- |
| 105  | 125  | 108  | 118  | 136  | 116  | 130  |

## Достопримечательности
Памятники культуры и истории земли Саксония
- Betkreuz, 1896 год (№ 09253170)
- Betkreuz, 1800 год (№ 09253172)
- Wohnstallhaus, 1800 год (№ 09253171)